# Giacomo Bonaventura
Giacomo Bonaventura (* 22. August 1989 in San Severino Marche) ist ein italienischer Fußballspieler. Der Mittelfeldspieler steht seit Sommer 2024 in Diensten von al-Shabab in Saudi-Arabien und ist Nationalspieler.

## Karriere

### Vereine
2007 wurde Bonaventura in den Profikader von Atalanta Bergamo übernommen, wo er erste Erfahrungen sammeln konnte. Nach zwei Leihstationen zur US Pergocrema und zu Calcio Padova etablierte er sich im Mittelfeld Atalantas und zählte zu den Stammkräften des Klubs. In der Saison 2010/11 konnte er 9 Tore erzielen und Atalanta zum Aufstieg in die Serie A verhelfen.
Am 1. September 2014 wechselte Bonaventura zur AC Mailand. Er unterschrieb einen Fünfjahresvertrag bis zum 30. Juni 2019. In der Saison 2018/19 verpasste er aufgrund einer Bänderentzündung im Knie mit anschließender Operation 38 Pflichtspiele.
Nachdem sein Vertrag im Sommer 2020 nicht verlängert worden war, verließ er die AC Mailand und schloss sich dem Ligakonkurrenten AC Florenz an.

### Nationalmannschaft
Sein Debüt für die Italienische Fußballnationalmannschaft gab Bonaventura am 31. Mai 2013 unter Cesare Prandelli beim 4:0-Sieg im Testspiel gegen San-Marino. Nach einem weiteren Einsatz im Jahr 2014 gehörte Bonaventura 2016 zum festen Stamm der Nationalmannschaft. Nach keinem Einsatz in 2017 absolvierte er 2018 wieder einige Spiele. Nachdem er im Oktober 2020 seinen vorerst letzten Einsatz in der Partie gegen Moldau absolviert hatte, kam er beim 4:0-Sieg am 14. Oktober 2023 über Malta erneut zum Einsatz. Mit dem Tor zum zwischenzeitlichen 1:0 avancierte er zum ältesten Tordebütanten der Squadra Azzurra.

## Erfolge

### Atalanta Bergamo
- Serie-B-Meisterschaft: 2010/11

### AC Mailand
- Italienischer Supercup: 2016